# (22489) Yanaka
(22489) Yanaka est un astéroïde de la ceinture principale.

## Description
(22489) Yanaka est un astéroïde de la ceinture principale. Il fut découvert le 7 avril 1997 à Kuma Kogen par Akimasa Nakamura. Il présente une orbite caractérisée par un demi-grand axe de 2,69 UA, une excentricité de 0,19 et une inclinaison de 12,2° par rapport à l'écliptique.

## Compléments